# Aquascypha
Aquascypha is een monotypisch geslacht van schimmels uit de orde Polyporales. Het bevat alleen Aquascypha hydrophora. De familie is nog niet met zekerheid bepaald (incertae sedis).